# Správní obvod obce s rozšířenou působností Litvínov
Správní obvod obce s rozšířenou působností Litvínov je od 1. ledna 2003 jedním ze dvou správních obvodů rozšířené působnosti obcí v okrese Most v Ústeckém kraji. Čítá 11 obcí.
Město Litvínov je zároveň obcí s pověřeným obecním úřadem, přičemž oba správní obvody jsou územně totožné.

## Seznam obcí
Poznámka: Města jsou vyznačena tučně.
- Brandov
- Český Jiřetín
- Hora Svaté Kateřiny
- Horní Jiřetín
- Klíny
- Litvínov
- Lom
- Louka u Litvínova
- Mariánské Radčice
- Meziboří
- Nová Ves v Horách

## Obyvatelstvo
| Rok  | Obyv.  | ± %     |
| ---- | ------ | ------- |
| 1869 | 19 200 | —       |
| 1880 | 21 413 | +11,5 % |
| 1890 | 28 306 | +32,2 % |
| 1900 | 49 117 | +73,5 % |
| 1910 | 56 155 | +14,3 % |

| Rok  | Obyv.  | ± %     |
| ---- | ------ | ------- |
| 1921 | 54 520 | −2,9 %  |
| 1930 | 57 245 | +5 %    |
| 1950 | 45 697 | −20,2 % |
| 1961 | 46 154 | +1 %    |
| 1970 | 47 935 | +3,9 %  |

| Rok  | Obyv.  | ± %     |
| ---- | ------ | ------- |
| 1980 | 46 562 | −2,9 %  |
| 1991 | 41 568 | −10,7 % |
| 2001 | 40 169 | −3,4 %  |
| 2011 | 37 837 | −5,8 %  |
| 2021 | 35 328 | −6,6 %  |